# Sant Joan de Brullà
Sant Joan de Brullà fou una església romànica, actualment desapareguda, del poble rossellonès de Brullà, a la Catalunya del Nord.
Està documentada des del 959 i en precepte del 973. Podria tractar-se d'una de les cel·les monàstiques creades al mateix temps que Sant Joan la Cella des del monestir de Sant Genís de Fontanes. El seu emplaçament probable és el lloc conegut com a vinyer de Sant Joan.